# Francisco «Morochito» Rodríguez
Francisco Antonio Rodríguez Brito (Cumaná, estado Sucre, 20 de septiembre de 1945 - 23 de abril de 2024), alias «Morochito», fue un boxeador profesional venezolano. Se destaca por haber ganado la medalla de oro en boxeo, en la categoría peso mosca-junior, en los Juegos Olímpicos de México 1968, convirtiéndose en el primer venezolano en ganar una medalla de oro en los Juegos Olímpicos.

## Biografía
Francisco Rodríguez nació en Cumaná, hijo de Olga Margarita Rodríguez de Brito. Su padre abandonó a su familia antes de que Francisco naciera, por lo que no utilizó el apellido Brito al participar en competencias. Rodríguez recibió el sobrenombre Morocho, por tener una hermana gemela llamada Alida.
Se crio junto con catorce hermanos, siendo el segundo, en un hogar de pocos recursos. Trabajó con su abuela vendiendo pescado y nunca recibió una educación formal, por lo que no aprendió a leer y a escribir hasta llegar a la adolescencia.
A los once años entró al mundo del boxeo junto con Norland, su mejor amigo y fue entrenado inicialmente por Pedro Acosta, y luego por Ely Montes. Después de ganar fama en Cumaná, viajó a Caracas y Norland triunfó primero que él.
Rodríguez se casó con Carmen Sabina Blondell, con quien tuvo seis hijos. Su esposa le enseñó a leer y a escribir.

## Juegos Panamericanos
En 1967 viajó a los Juegos Panamericanos de Winnipeg, Canadá, donde obtuvo la medalla de oro.
En 1971 participó en los Juegos Panamericanos de Cali, Colombia, donde obtuvo la medalla de oro, nuevamente.

## Momento Histórico en los Juegos Olímpicos México 1968
Luego participó en los Juegos Olímpicos de 1968, en México, para los que se entrenó por seis meses. Logró llegar a la final luego de derrotar al estadounidense Harlan Marbley. En la final de la categoría peso mosca junior derrotó al surcoreano Yong-Ju Jee en la Arena México. Haciendo historia al convertirse en el primer venezolano en ganar una medalla de oro en los Juegos Olímpicos.
A dos días de la victoria se produjo el regreso a la patria donde se desató la fiesta, según las crónicas de la época en que el Aeropuerto Simón Bolívar fue invadido por unos 10 mil seguidores esperando la llegada de Morochito. 
“Todavía recuerdo la recepción en el aeropuerto. El piloto dio varias vueltas antes de aterrizar, todo esto por culpa del público que había invadido la pista ”.

## Honores
- En su ciudad natal Cumaná un colegio lleva su nombre «U.E.T.D. Francisco Morochito Rodríguez». Un polideportivo tiene su nombre en honor al más gigante deportista olímpico cumanés.[5]